# Born Yesterday (album)
Born Yesterday è un album in studio del duo musicale statunitense The Everly Brothers, pubblicato nel 1986.

## Tracce
1. Amanda Ruth (Chip Kinman, Tony Kinman) – 3:17
2. I Know Love (Brian Neary, Jim Photoglo) – 2:37
3. Born Yesterday (Don Everly) – 4:00
4. These Shoes (Jon Goin, Larry Lee) – 3:45
5. Arms of Mary (Iain Sutherland) – 2:25
6. That Uncertain Feeling (Steve Gould) – 3:11
7. Thinkin' 'Bout You (Billy Burnette, Larry Henley) – 2:45
8. Why Worry (Mark Knopfler) – 4:45
9. Abandoned Love (Bob Dylan) – 4:03
10. Don't Say Goodnight (Brian Neary, Jim Photoglo) – 4:37
11. Always Drive a Cadillac (Larry Raspberry) – 5:02
12. You Send Me (Sam Cooke) – 3:42

## Formazione
- Don Everly - voce
- Phil Everly - voce
- Albert Lee - chitarra
- Phil Donnelly - chitarra
- Phil Cranham - basso
- Pete Wingfield - tastiera
- Larrie Londin - batteria
- Liam O'Flynn - Irish pipes, tin whistle (traccia 9)